# Inmigración balcánica en Paraguay
Se denomina inmigración balcánica en Paraguay, a la corriente migratoria que trajo a dicho país a ciudadanos originarios de los estados comprendidos en la península balcánica, la cual es una región geográfica e histórica del sureste de Europa. Esta península está unida al continente por un amplio istmo constituido por los montes Balcanes al este y los Alpes Dináricos al oeste.
Dicha inmigración afectó a grupos de personas provenientes a tanto a las repúblicas que conformaban la antigua Yugoslavia (Bosnia y Herzegovina, Croacia, Eslovenia, Kosovo, Macedonia del Norte, Montenegro, Serbia), así como a las repúblicas de Albania, Grecia y Rumania.

## Historia
Aunque en los primeros años de vida independiente, el Dr. Gaspar Rodríguez de Francia, Dictador Perpetuo de la República, impuso un severo régimen administrativo, que se tradujo en el cierre de las fronteras y el aislamiento del país; años más tarde, esta política tuvo que ser desechada, debido al desastre demográfico que representó la Guerra Grande (1865-1870).
Gracias a una política inmigratoria liberal en un principio, a fines del siglo XIX, e inicios del XX el Paraguay logró atraer a numerosos inmigrantes europeos, en su mayoría franceses, españoles, alemanes, italianos y suizos).  También llegaron otros grupos minoritarios: austriacos, suecos, daneses, belgas, australianos, polacos y rusos.
En líneas generales, las corrientes migratorias originadas en los Balcanes fueron de carácter individual y a riesgo propio. Así por ejemplo, a fines del siglo XIX, en el puerto de Concepción se registró el ingreso de ciudadanos griegos, dálmatas, croatas, servios, albanos, kosovares, montenegrinos, cretenses y macedonios.

## Principales grupos

### Croatas
Los croatas comenzaron a emigrar a Paraguay a mediados del siglo XIX, aunque en reducido número si se lo compara con la inmigración hacia otros países como Argentina y Brasil.
La inmigración hacia Paraguay no fue masiva, sin embargo, el mayor arribo de inmigrantes croatas se sitúa en el periodo de la Primera Guerra Mundial, siendo la mayoría campesinos procedentes de la región de Dalmacia.

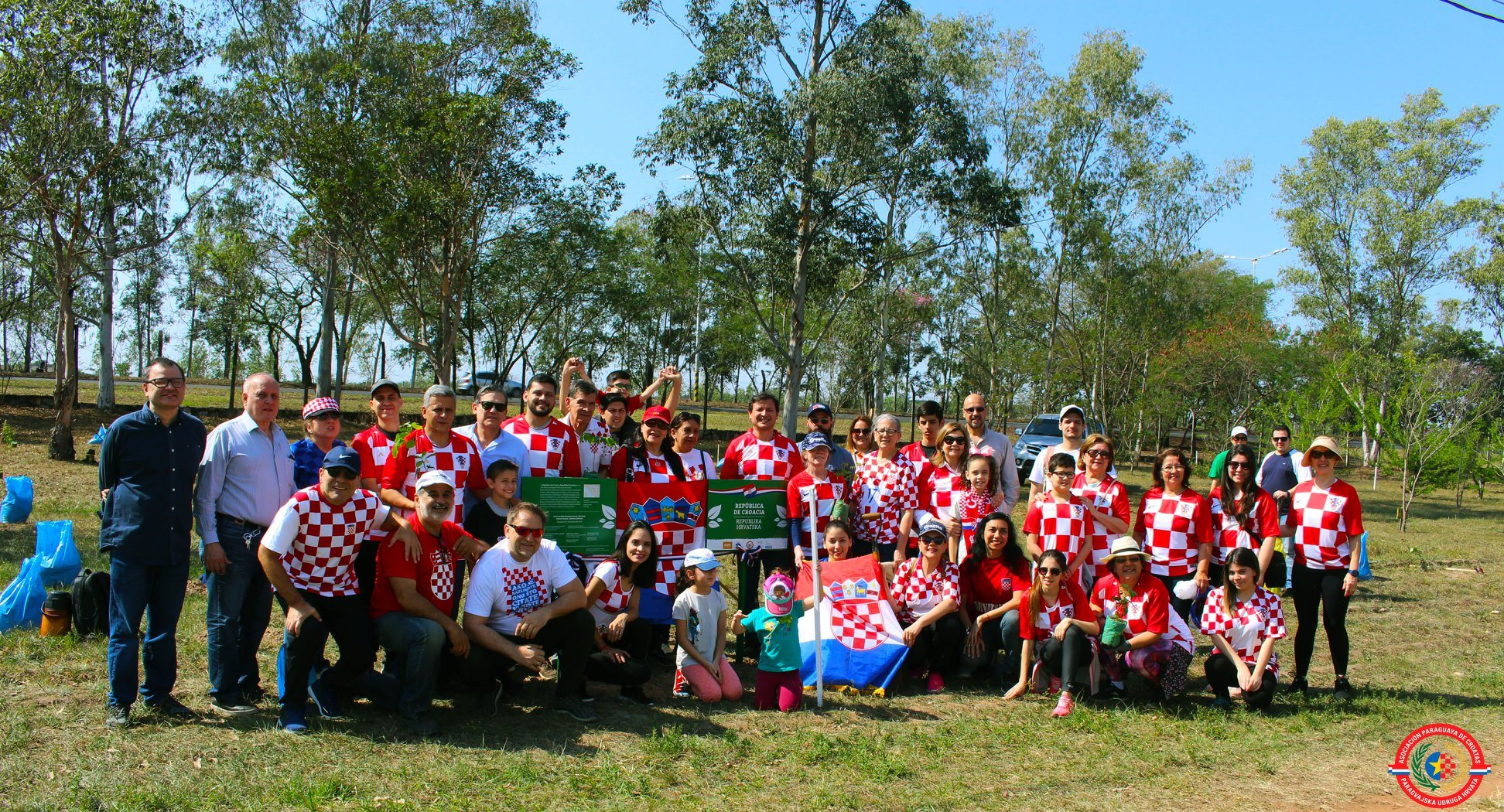
El parque “República de Croacia-Park Repúblike Hrvatske” fue creado gracias a la acción promovida por los miembros de la Asociación Paraguaya de Croatas.

En el sector de entidades de la sociedad civil y sin fines de lucro, en el año 1998 se fundó la Primera Asociación de descendientes croatas en Paraguay, de la mano del coronel Hugo Soljancic. Luego, en el mes de agosto de 2015, por medio de las redes sociales, fueron convocadas las inscripciones para las clases de idioma y cultura croata en Asunción, Paraguay, ya que aquellas clases, para uno pocos, de la época de los años 90s sobre el idioma croata brindadas (clases particulares) por la Hermana Slava Vedrina ya no existían y muchos querían aprender. Algunos miembros de esta colectividad, idearon una manera para fortalecer la unión de los descendientes croatas en Paraguay y luego fue fundada la primera organización en el siglo XXI, La Asociación Paraguaya de Croatas – Paragvajska Udruga Hrvata, el 17 de octubre del 2015, siendo electo como presidente, el Lic. Hugo Estigarribia Villasanti (descendiente de Mateo Soljancic), con el deseo de poder unir a todos los descendientes croatas, la Asociación Paraguaya de Croatas fue la única organización que desde su fundación hasta la actualidad brinda clases de idioma y cultura croata, desarrolla clases de gastronomía, canto y danza croata, creó el primer parque República de Croacia en el Paraguay ubicado en el Parque Ñu Guasú.Así también en el año 2022 la Asociación Paraguaya de Croatas lanza el primer libro sobre los inmigrantes y sus descendientes, "Croatas en Paraguay, Hrvati iz Paragvaja" un libro que recopila la historia de los croatas, los apellidos de origen croata en el Paraguay, personas destacadas, el aporte de los croatas al Paraguay, los croatas en la Guerra del Chaco y más de 60 historias familiares con imágenes inéditas.
De acuerdo al estudio estadístico sobre la base de apellidos de origen croata denominado "Situación actual y proyecciones del desarrollo futuro de la población de origen croata en el Paraguay" residen 41.502 descendientes croatas en todo el territorio de Paraguay. Dicho reporte fue publicado el día 14 de diciembre del 2022 en la ciudad de Zagreb, en el marco de la actividad "Puertas abiertas" del Instituto científico croata IMIN (Instituto de Migración y Estudios Étnicos), el Reporte con enfoque estadístico y datos históricos de la emigración croata, fue publicado con el aval del Instituto científico - Instituto de migración y estudios étnicos (IMIN) de Zagreb.
www.asocroatapy.org

### Eslovenos
La corriente migratoria eslovena aportó para el país una figura destacada en la antropología y la etnografía: la doctora Branislava Susnik, quien hizo grandes trabajos e investigaciones en el Paraguay.

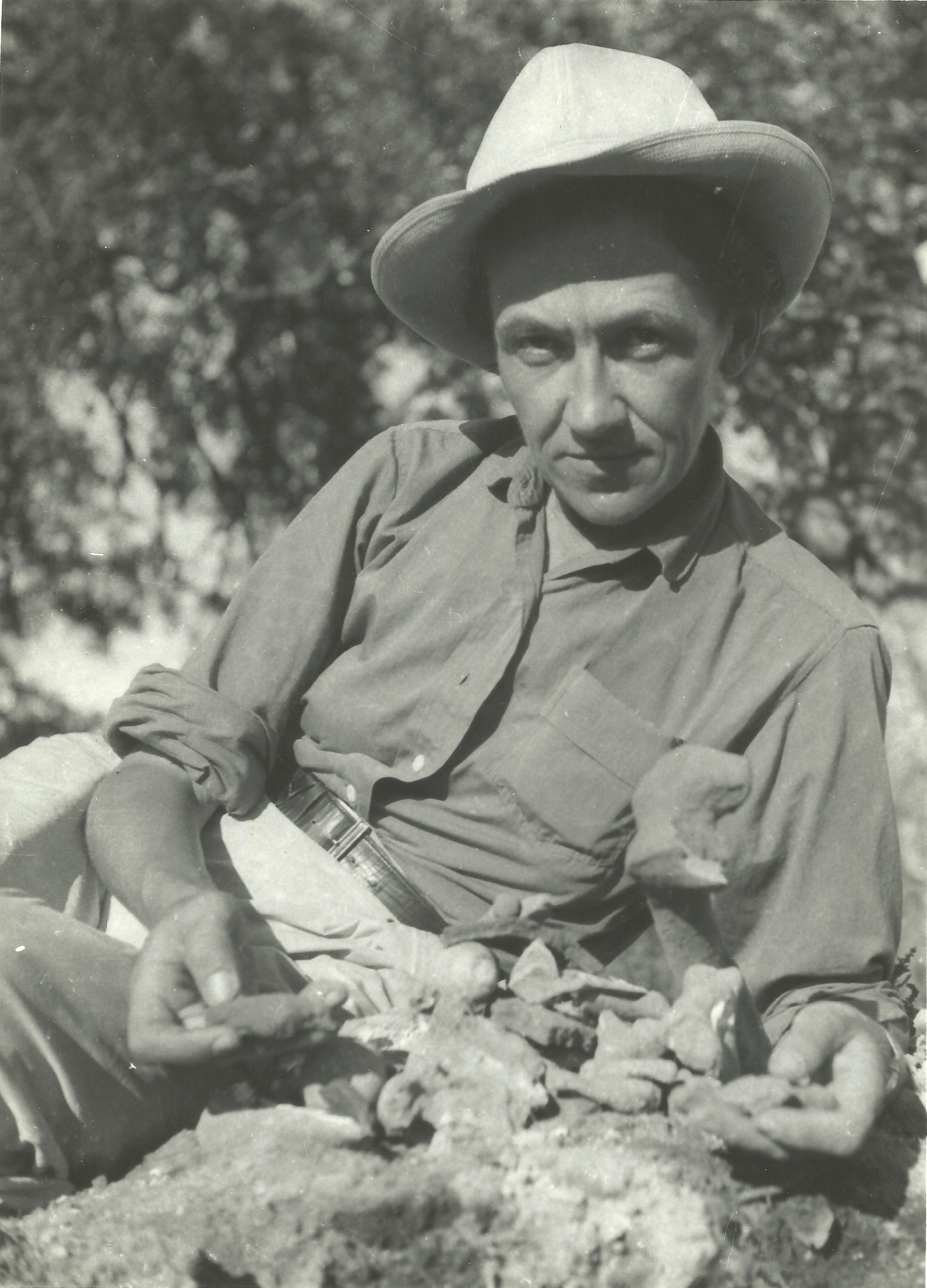
Branislava Sušnik en 1956.

Susnik nació en Medvode, Eslovenia, el 28 de marzo de 1920 y a los 27 años recaló en el puerto de Buenos Aires con un grupo de emigrados, los denominados "Eslovenos libres", después de la Segunda Guerra Mundial. Realizó sus estudios superiores en Europa, obteniendo el doctorado en Prehistoria e Historia de La Facultad de Filosofía de Ljubljana y varios postgrados: un doctorado en la Universidad de Viena, Austria, en Etnohistoria y Lingüística uralo-altaica y laurea en Historia y Arqueología sumero - babilonesa y cursos de postgrados de Culturas y Lenguas de Asia Menor y lenguas bálticas y otras más en la Universidad de Roma.
Inició sus trabajos de investigación de campo en la misión Laishi de Los Tobas de Formosa, Argentina, escribiendo su primer trabajo lingüístico en América.
Llegó al Paraguay a finales de 1951, llamada por el Dr. Andrés Barbero para continuar los trabajos museológicos iniciados por el etnólogo alemán Dr. Max Schmidt. Las hermanas Josefa y María Barbero, siguiendo la voluntad del Dr. Barbero le encomendaron la reorganización y recuperación de las colecciones y de la biblioteca e inició sus trabajos de campo en 1954 entre los maká y luego entre los chulupi, publicando así sus primeros trabajos lingüísticos.
Sus múltiples viajes de estudio entre casi todas las etnias sobrevivientes del Paraguay acrecentaron las colecciones y las publicaciones del museo, ya que casi todas sus investigaciones resultaron en frondosos materiales, libros que abarcaron la temática lingüística, etnohistórica, cultura material, etc. de los indígenas del Paraguay y América y de la antropología social del Paraguay, llegando a sumar 77 obras escritas, como libros y artículos, quedando algunos trabajos inéditos, los que se editaron póstumamente.

### Griegos
Los primeros ingresos de ciudadanos griegos y cretenses ocurrieron a fines del siglo XIX y principios del siglo XX, para posteriormente reactivarse en los años 50, con la llegada al Paraguay más familias, en la búsqueda de nuevos horizontes y oportunidades. Uno de los primeros griegos que llegaron al Paraguay fue Pericles Loumakis. 
Su arribo se produjo en el año 1898, cuando era un joven de 20 o 22 años de edad. Había viajando en un barco carguero por un par de meses, con otro joven amigo de apellido Kalastra.
Ambos descendieron en el puerto de Asunción y se instalaron en San José de los Arroyos (compañía Mboity).
Desde entonces, la familia Loumakis, o Lomaquis, Lomaquiz, Lomakis, Lomaki, y otros que con el correr del tiempo modificaron la nomenclatura original; fueron irradiándose por todo el país, donde se estima que existe más de 500 personas con este apellido.

### Rumanos
De acuerdo con los datos manejados por el cónsul honorario en Paraguay, Vladimir Ionescu, en el año 2017, unos 60 ciudadanos rumanos residían oficialmente en el país; aunque ese número podría ser mayor ya que existen residentes que no se acercan a confirmar su estadía.
Con el fin de brindar asistencia a sus compatriotas, la embajada de Rumania en Argentina, concurrente en Paraguay, ha informado que se realizarán dos reuniones anuales en Asunción, con el fin de que los residentes rumanos no deban trasladarse hasta Buenos Aires para realizar sus trámites consulares.

### Serbios
En 1989, la colonia yugoslava en Paraguay tenía alrededor de un millar de miembros, una cifra pequeña si se tiene en cuenta que esta colectividad llevaba ya un centenar de años, instalada en el país. Entre ellos había dos centenares de inmigrantes serbios, cuyos antepasados en su mayoría habían sido miembros de la sociedad de ayuda mutua Slavjanskog.
En agosto de 1988, había sido fundad la Asociación Yugoslava del Paraguay, cuyo vicepresidente de esta asociación fue Blas Sapin, un serbio proveniente de Bosnia. En Paraguay, hubo otros cuatro clubes yugoslavos, en distintos periodos.

## Personas destacadas
- Cristina Bitiusca: cantante de música folklórica.[13]
- Jorge Vellacic: constructor, quien tuvo a su cargo la columnata del monumento a la batalla de Ytororó.